# Herbert Zschelletzschky
Herbert Georg Zschelletzschky (Waldheim, 25 settembre 1902 – Mariánské Lázně, 22 luglio 1986) è stato uno storico dell'arte tedesco.

## Biografia

### Infanzia e studi
Herbert Georg Zschelletzschky nacque nel 1902 come primogenito del dentista Georg Zschelletzschky e di sua moglie Martha Pohorzeleck, a Waldheim in Sassonia. Dopo il trasferimento a Lipsia, studiò nel liceo "Thomasgymnasium" dal 1913 al 1922 e contemporaneamente lavorò alla stamperia cittadina dove si interessò sempre più alla storia dell´arte.
Nel 1923 si iscrisse all´Università di Lipsia dove studiò storia dell'arte, filosofia e pedagogia. Suoi professori furono, tra gli altri, Hermann Beenken, Leo Bruhns e Wilhelm Pinder. Nel 1932 ottenne il dottorato con una tesi dal titolo Die figürliche Graphik Heinrich Aldegrevers. Inoltre tra il 1922 e il 1926 frequentò la Hochschule für Grafik und Buchkunst Leipzig, una accademia serale di arte grafica. Sul finire degli anni ´20 lavorò come giornalista freelance.

### Durante il nazismo
All'inizio del 1933 si sposò con Helene Scheibe (nata il 29 ottobre del 1899 a Sloboda-Prokowskaja, Russia, e morta il 22 aprile 1955 a Berlino). Con lei e la figlia neonata Leonore, si trasferì nel 1934 a Breslavia, a causa del suo noto antifascismo che non gli consentiva di trovare lavoro a Lipsia. A Breslavia lavorò come redattore culturale nel giornale Schlesische Sonntagspost. Ma le crescenti pressioni perché si iscrivesse al partito nazista lo obbligarono a cercare un nuovo impiego. Nel 1939 si trasferì per questa ragione a Berlino, dove lavorò come redattore culturale nel giornale Die Grüne Post. Nonostante le difficoltà riuscì a non iscriversi mai al partito o ad una delle sue organizzazioni. 
All´inizio nel 1943 venne arruolato nella Wehrmacht e stazionato dall'autunno dello stesso anno nel sud della Francia. Qui venne catturato nella primavera del 1945 dagli americani e liberato nel maggio successivo.

### Dopo il 1945
Dall'autunno del 1945 lavorò a Berlino per l´agenzia stampa sovietica e dal 1948 per quella della Germania dell´Est. Fino alla metà degli anni ´50 fu direttore della sezione culturale, e successivamente, sia pur per poco tempo, lavorò anche per la televisione. Dalla seconda metà degli anni ´50 fino al 1972 fu docente e ricercatore nell´istituto di storia dell´arte della Humboldt-Universität a Berlino.

### Vita privata
Herbert e Helene ebbero tre figlie, Leonore, Regine e Ottilie.

## Principali pubblicazioni
- Die figürliche Graphik Heinrich Aldegrevers. Ein Beitrag zu seinem Stil im Rahmen der deutschen Stilentwicklung. Strassburg 1933. Neuauflage Baden-Baden 1974
- Maria Maja. Novellen um Goya, Rembrandt und Giorgione. Wilhelm Kumm Verlag, Offenbach am Main 1937
- Die drei gottlosen Maler von Nürnberg. Sebald Beham, Barthel Beham und Georg Pencz. Historische Grundlagen und ikonologische Probleme ihrer Graphik zu Reformations- und Bauernkriegszeit. Leipzig 1975.
- Vorgefecht des reformatorischen Bildkampfes. Zu Cranachs Holzschnitt "Himmelwagen und Höllenwagen des Andreas Bodenstein von Karlstadt" von 1519. In: Lucas Cranach. Künstler und Gesellschaft. Hg. Peter Heinz Feist, Ernst Ulmann, Gerhard Brendler, Wittenberg 1972, pp. 102-106
- Ihr Herz war auf der Seite der Bauern. Künstlerschicksale und Künstlerschaffen zur Bauernkriegszeit. In: Der Bauer im Klassenkampf. Studien zur Geschichte des deutschen Bauernkrieges und der bäuerlichen Klassenkämpfe im Spätfeudalismus. Hg. Gerhard Heitz, Adolf Laube, Max Steinmetz, Günter Vogler, Berlin 1975, pp. 333 - 375 (con illustrazioni)
- Die Zeit zu reden ist gekommen. Luthers Gravamina im Spiegel zeitgenössischer Graphik. In: Martin Luther. Leben, Werk, Wirkung. Hg. Günter Vogler in Zusammenarbeit mit Siegfried Hoyer und Adolf Laube, Berlin 1983, pp. 121 - 146 (con illustrazioni)
- Papstthronsturz, Rettungsseil und Riesenfeder. Drei lebenskräftige reformatorische Kampfbildmotive. In. Bildende Kunst. Hg. Verband bildende Künstler der Deutschen Demokratischen Republik, Berlin 1983, Heft 5, pp. 218- 222 (con illustrazioni)

| Controllo di autorità | VIAF (EN) 76844528 · ISNI (EN) 0000 0001 0990 2041 · LCCN (EN) nr98036433 · GND (DE) 172477220 · BNF (FR) cb106731328 (data) · J9U (EN, HE) 987007288420905171 |